# Cigarrón

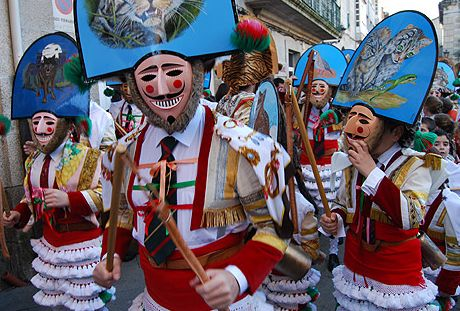
Cigarrones del carnaval de Verín.

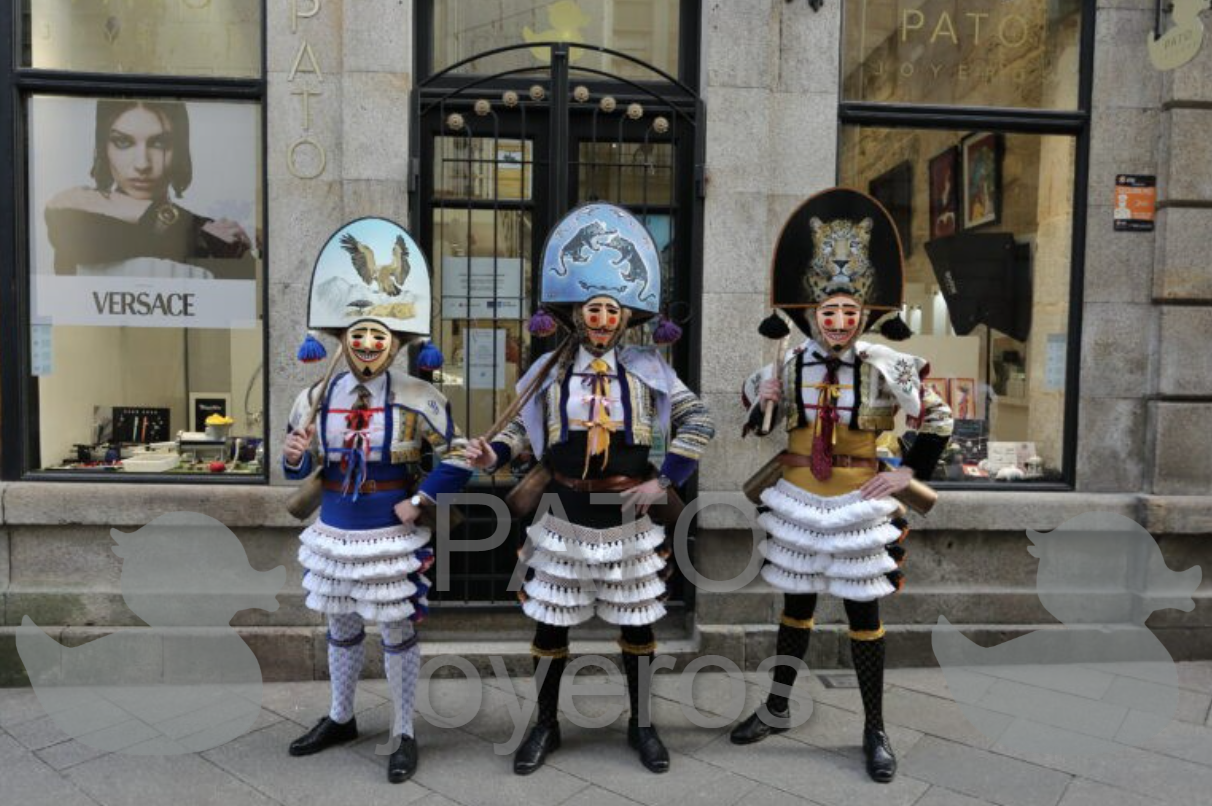
Tres Cigarrones engalanados preparados para salir

Se llama cigarrón al traje característico del entroido de Verín, provincia de Orense, Galicia, España.
La máscara va cubierta con la careta de madera pintada de colores llamativos, que se prolonga en una especie de mitra de metal con un motivo de animales o astros león, lobo, vaca, buey. A diferencia del "Peliqueiro", el "Cigarrón" no lleva detrás de la máscara una pelica (trozo de piel el cual le da nombre a dicho personaje de Carnaval). Esta es la única diferencia que existe entre estos dos personajes,la cual es casi imperceptible para los no puristas.
El traje está compuesto por una camisola blanca, corbata y una chaqueta corta de la que cuelgan flecos dorados que van atados con lazos de tres colores. Sobre los hombros una pañoleta. Una gran faja roja enrollada a la cintura sujeta al pantalón, quizás la parte más trabajada del traje. Encima de la faja va el cinturón del que cuelgan las chocas (cencerros). Las piernas del cigarrón van cubiertas con medias blancas y ligas. Zapatos negros y un "zamarra" (látigo) en la mano completan el atuendo de este personaje típico del entroido de Verín.
Puedes ver cómo es el proceso de vestir al Cigarrón pinchando aquí.